# Brachys hintoni
Brachys hintoni es una especie de escarabajo barrenador metálico del género Brachys, categorizada en la tribu Trachyini, de la subfamilia Agrilinae.

## Taxonomía
Fue descrita científicamente por Fisher en 1933.
Tratamiento taxonómico
La especie aparece registrada y publicada en New species of buprestid beetles from Mexico and Central America. Proceedings of the United States National Museum (Number 2968) 82(27):1-47. (1933).